# Achatinella bulimoides

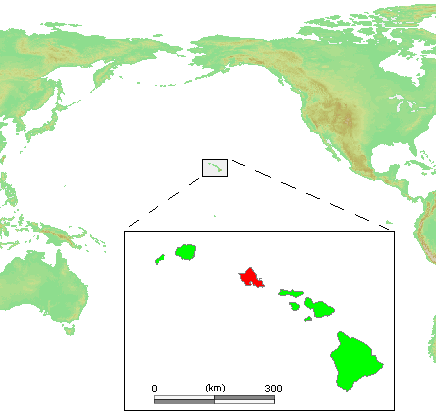
Verbreitungsgebiet von Achatinella bulimoides

Achatinella bulimoides ist eine Schneckenart aus der Gattung Achatinella, einer Gruppe nachtaktiver, lebendgebärender Baumschnecken, die auf der hawaiischen Insel Oʻahu endemisch sind und vom Aussterben bedroht sind.

## Beschreibung
Achatinella bulimoides erreicht eine Gehäuselänge von 2,1 Zentimetern und einen Gehäusedurchmesser von 1,2 Zentimetern. Das Gehäuse ist eiförmig-länglich, etwas bauchig und rechts- oder linksgewunden. Es hat bis zu sechseinviertel Windungen. Die Nähte sind, wenn überhaupt, schwach durch eine leicht Rille begrenzt. Die glänzende Oberfläche des Gehäuses ist weißlich mit kastanienfarbenen spiraligen Bändern, die Spitze blass braun. Die Grundfarbe kann auch blass bräunlich mit dunkleren Bändern sein. Die Mündung ist weiß.

## Verbreitung
Achatinella bulimoides lebt in den Koʻolau-Bergen auf der hawaiianischen Insel Oʻahu. Die Art ist in ihrem Bestand stark gefährdet. Vermutliche Ursachen des Rückgangs sind übermäßiges Sammeln durch Schneckensammler, die Nachstellung durch eingeschleppte Schweine und Ratten, die Rodung der Wälder sowie invasive Pflanzenarten wie Clidemia hirta und Dicranopteris linearis, die das Nachwachsen der für die Schnecken unentbehrlichen Futterbäume verhindern. Auch die eingeführte Ameisenart Pheidole megacephala, die Knoblauch-Glanzschnecke (Oxychilus alliarius) und die Rosige Wolfsschnecke (Euglandina rosea) machen Jagd auf Achatinella-Schnecken.